# BMW X3
BMW X3  — компактний SUV компанії BMW, що виробляється з 2003 року. X3 розроблений і збирається спільно з компанією Magna Steyr на заводі в місті Грац (Австрія).

## Перше покоління (E83)

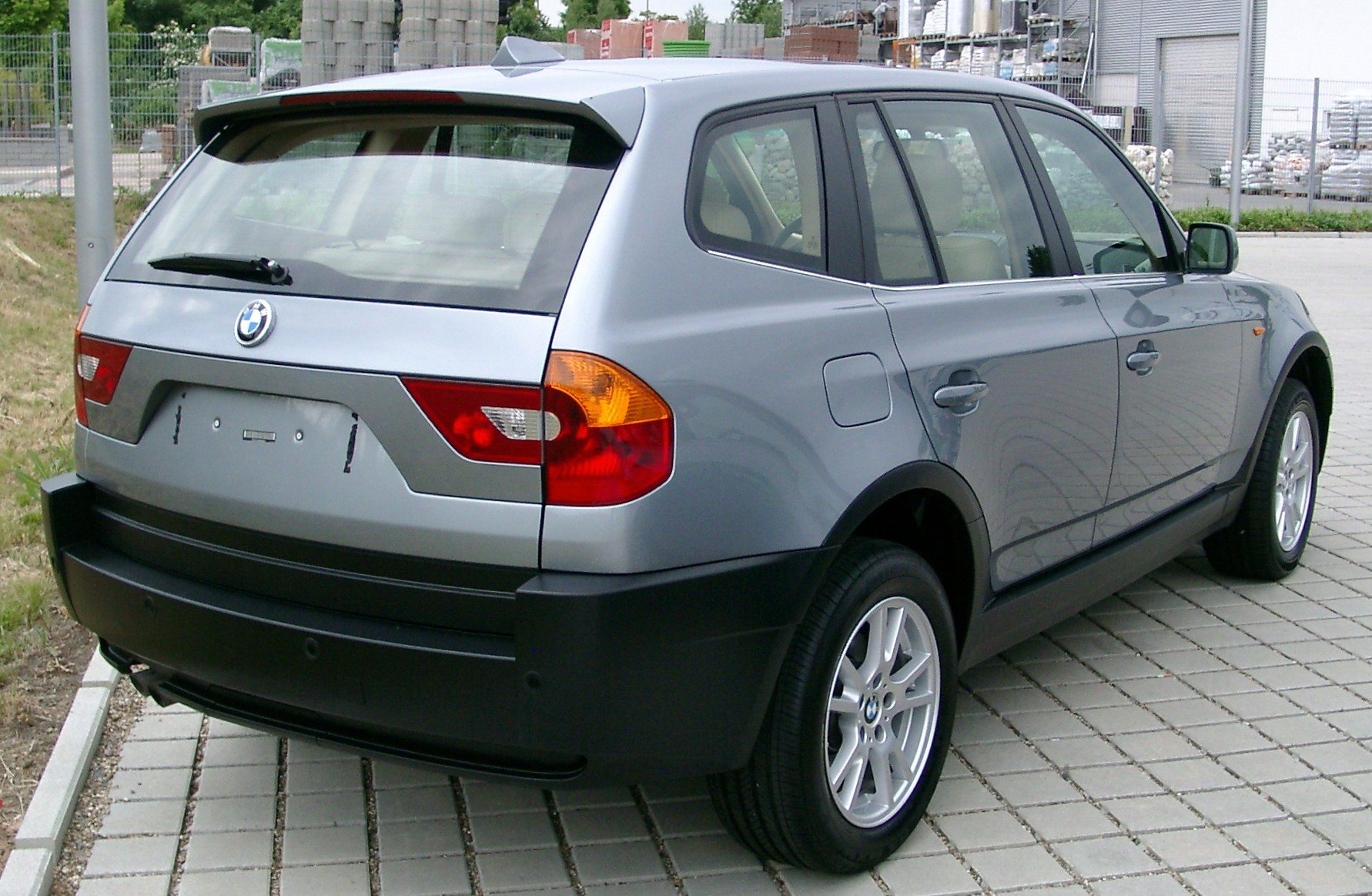
BMW X3 (2004-2006)

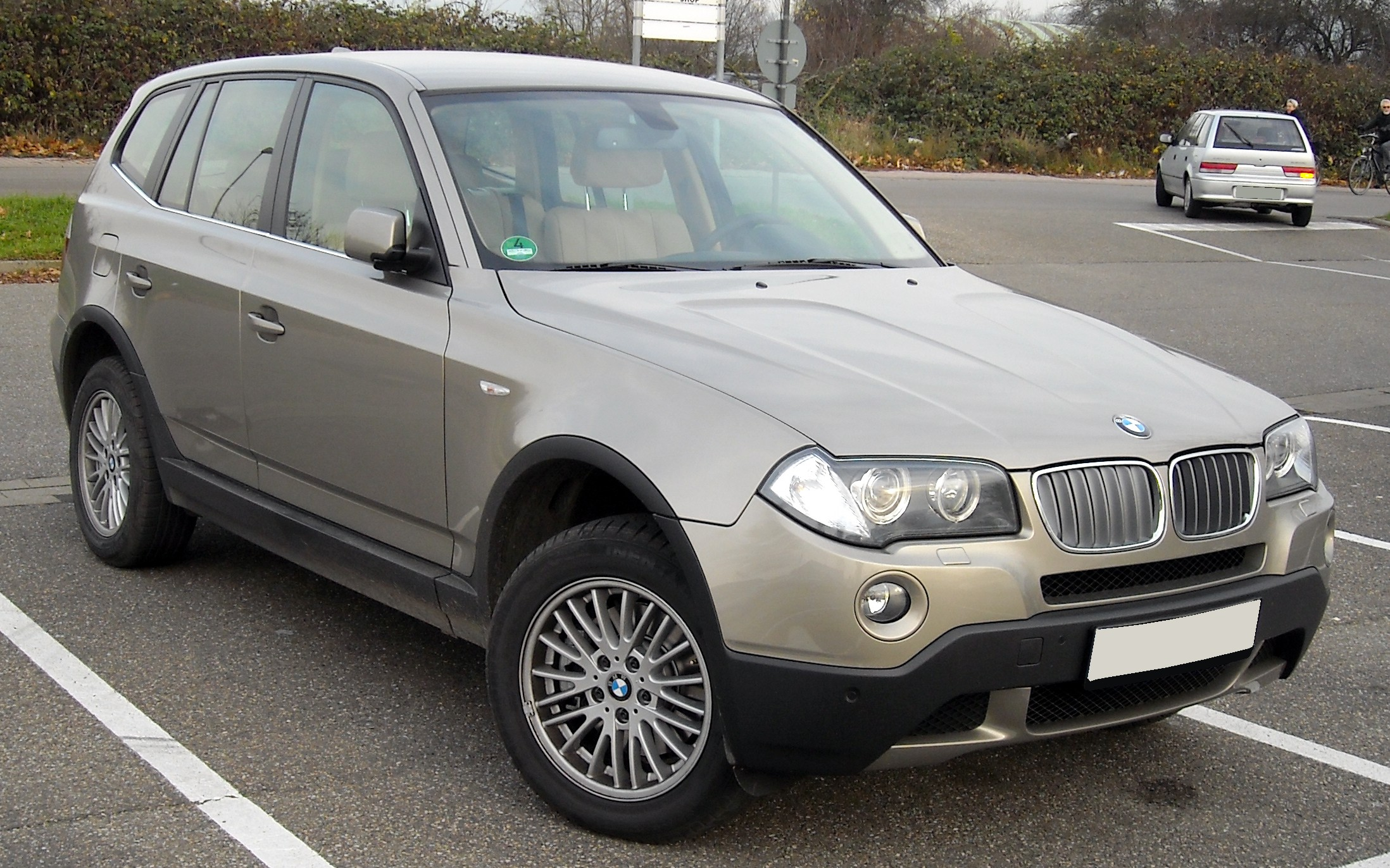
BMW X3 (2006-2010)

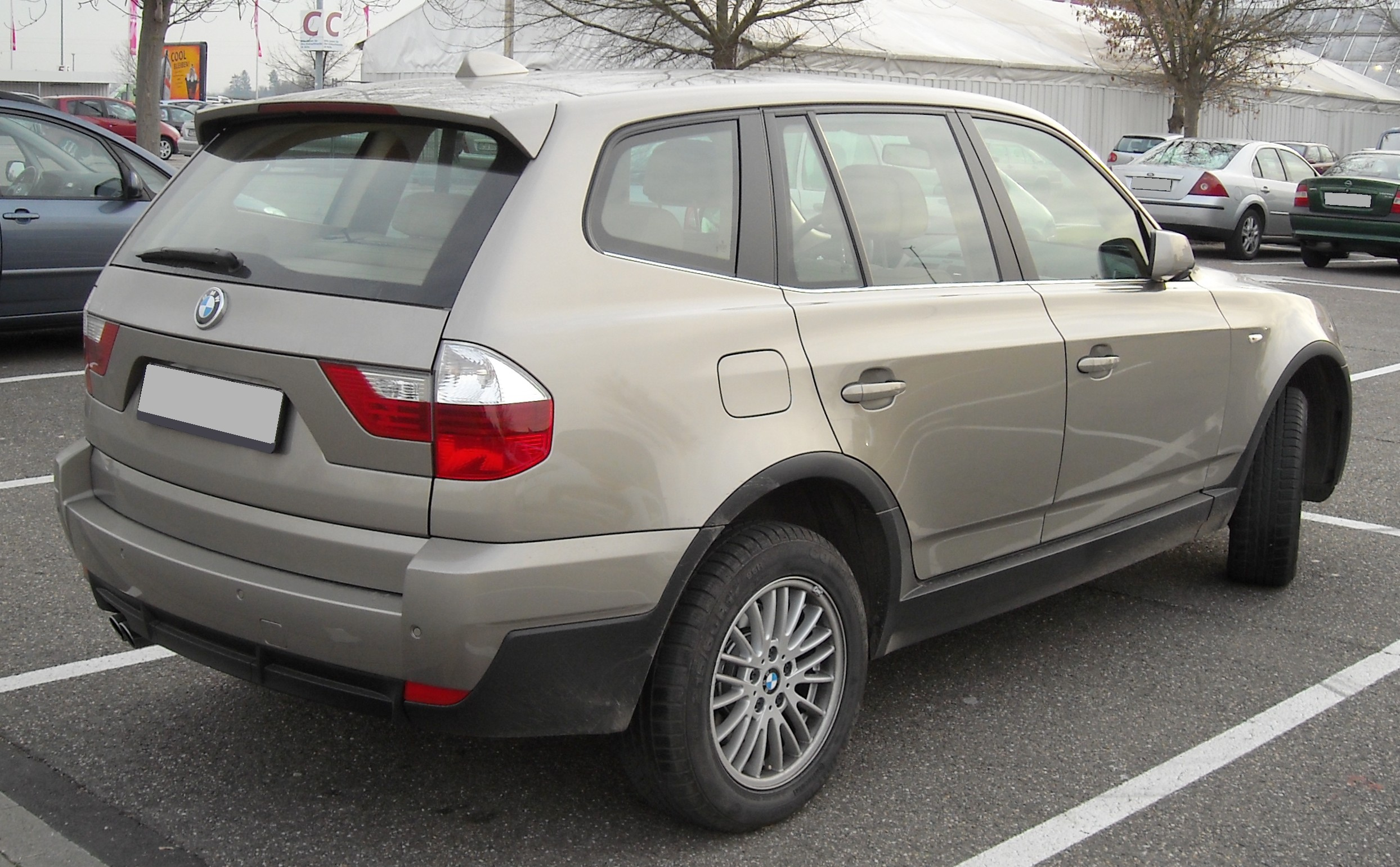
BMW X3 (2006-2010)

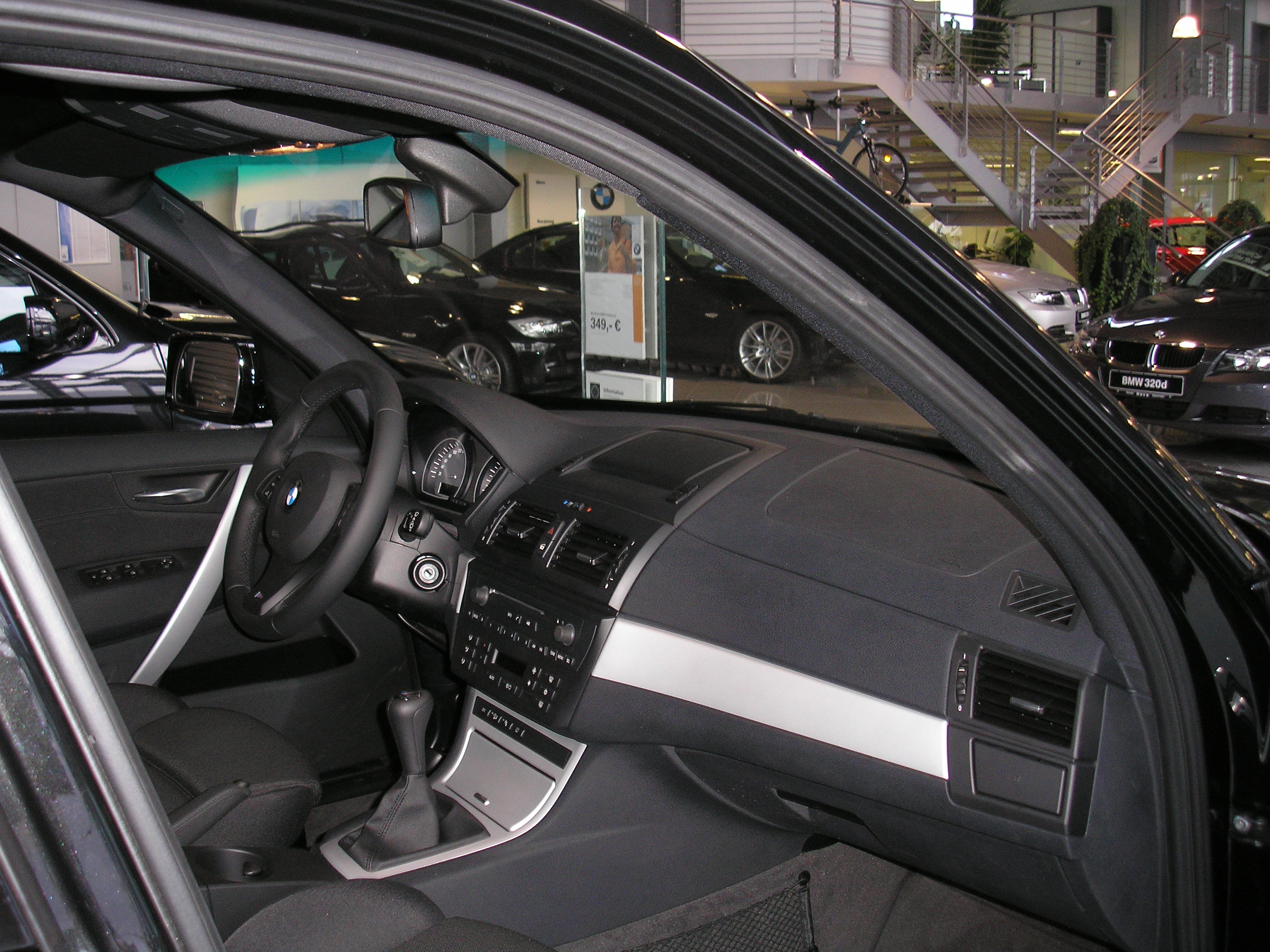
BMW X3 (2004-2010)

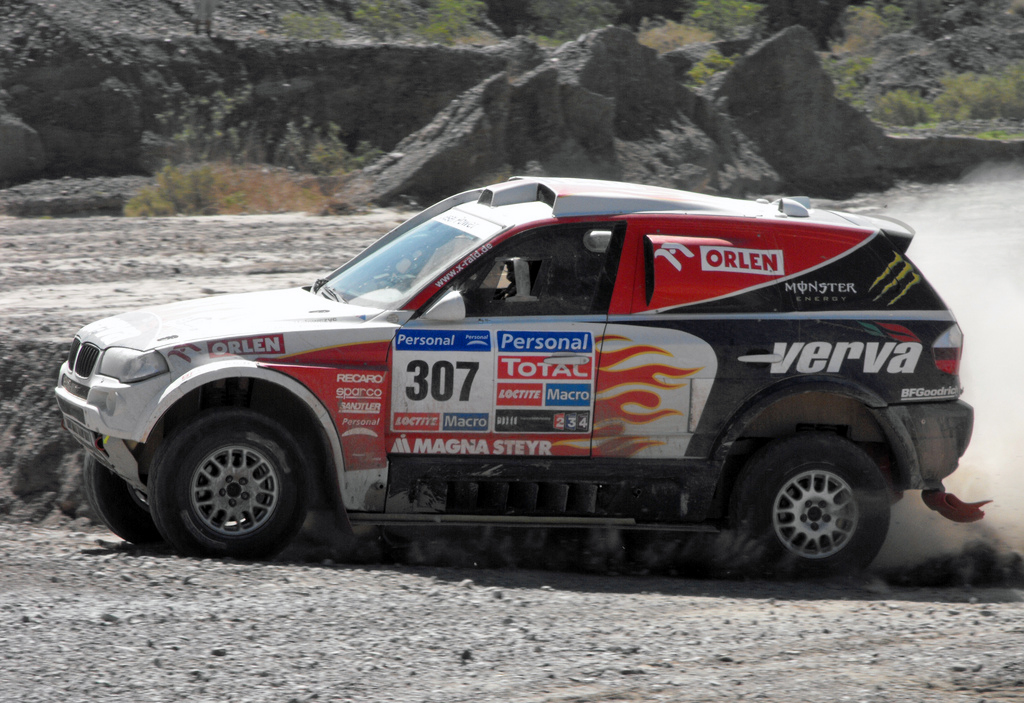
BMW X3 Dakar Rally

Перше покоління BMW X3 з індексом BMW E83, створене на базі четвертого покоління моделі BMW 3 Серії (Е46), випускається з 2004 року на заводі компанії Magna Steyr в Граці (Австрія). Він оснащується повнопривідною трансмісією xDrive, як у моделі BMW X5 і гамою бензинових і дизельних двигунів об'ємом від 2,0 до 3,0 л, що розвивають потужність від 150 до 231 к.с.
У 2006 році кросовер був модернізований. Змінилася форма бамперів, а також задні ліхтарі. Модель отримала новий 286-сильний дизель 3.0 і два бензинові двигуни 2.5 (218 к.с.) і 3.0 (272 к.с.). Переробили баварці і салон машини, обшиваючи його новими матеріалами та присмачивши вставками з шпони.

### Результати з Краш-Тесту
За результатами Краш-тесту проведеного європейською комісією Euro NCAP в 2008 році BMW X3 E83 отримав 4 зірки за безпеку. За безпеку пасажирів автомобіль отримав 28 балів, за безпеку дітей - 39 балів і за безпеку пішоходів - 5 балів. 
| Зірки в Euro NCAP з Краш-тесту |

### Двигуни
| Модель           | Об'єм    | Кількість циліндрів | Потужність                       | Крутний момент             | 0-100 км/год | Vмакс                        | Роки випуску  |
| ---------------- | -------- | ------------------- | -------------------------------- | -------------------------- | ------------ | ---------------------------- | ------------- |
| 2.0i/ xDrive20i  | 1995 см³ | 4                   | 110 kW (150 к.с.) при 6200 об/хв | 200 Нм при 3750 об/хв      | 11,5 с       | 198 км/год                   | з 9/2005      |
| 2.5i             | 2494 см³ | 6                   | 141 kW (192 к.с.) при 6000 об/хв | 245 Нм при 3500 об/хв      | 8,9 [9,8] с  | 208 [208] км/год             | 9/2004–8/2006 |
| 2.5si/ xDrive25i | 2494 см³ | 6                   | 160 kW (218 к.с.) при 6500 об/хв | 250 Нм при 2750-4250 об/хв | 8,5 [8,9] с  | 210 [210]/ 221 [220]* км/год | з 9/2006      |
| 3.0i             | 2979 см³ | 6                   | 170 kW (231 к.с.) при 5900 об/хв | 300 Нм при 3500 об/хв      | 7,8 [8,1] с  | 210 [210]/ 224 [210]* км/год | 9/2003–8/2006 |
| 3.0si/ xDrive30i | 2996 см³ | 6                   | 200 kW (272 к.с.) при 6650 об/хв | 315 Нм при 2750 об/хв      | 7,2 [7,5] с  | 210 [210]/ 232 [228]* км/год | з 9/2006      |
| xDrive18d        | 1995 см³ | 4                   | 110 kW (143 к.с.) при 4000 об/хв | 350 Нм при 1750 об/хв      | 10,3 с       | 195 км/год                   | з 6/2009      |
| 2.0d             | 1995 см³ | 4                   | 110 kW (150 к.с.) при 4000 об/хв | 330 Нм при 2000 об/хв      | 10,2 с       | 198 км/год                   | 9/2004–8/2007 |
| 2.0d/ xDrive20d  | 1995 см³ | 4                   | 130 kW (177 к.с.) при 4000 об/хв | 350 Нм при 1750-3000 об/хв | 8,9 [9,2] с  | 206 [205] км/год             | з 9/2007      |
| 3.0d             | 2993 см³ | 6                   | 150 kW (204 к.с.) при 4000 об/хв | 410 Нм при 1500-3250 об/хв | 7,9 [8,2] с  | 210 [210]/ 218 [215]* км/год | 9/2003–8/2004 |
| 3.0d/ xDrive30d  | 2993 см³ | 6                   | 160 kW (218 к.с.) при 4000 об/хв | 500 Нм при 1750-2750 об/хв | 7,4 [7,7] с  | 210 [210]/ 220 [220]* км/год | з 9/2004      |
| 3.0sd/ xDrive35d | 2993 см³ | 6                   | 210 kW (286 к.с.) при 4400 об/хв | 580 Нм при 1750-2250 об/хв | 6,4 с        | 240 км/год                   | з 9/2006      |

## Друге покоління (F25)

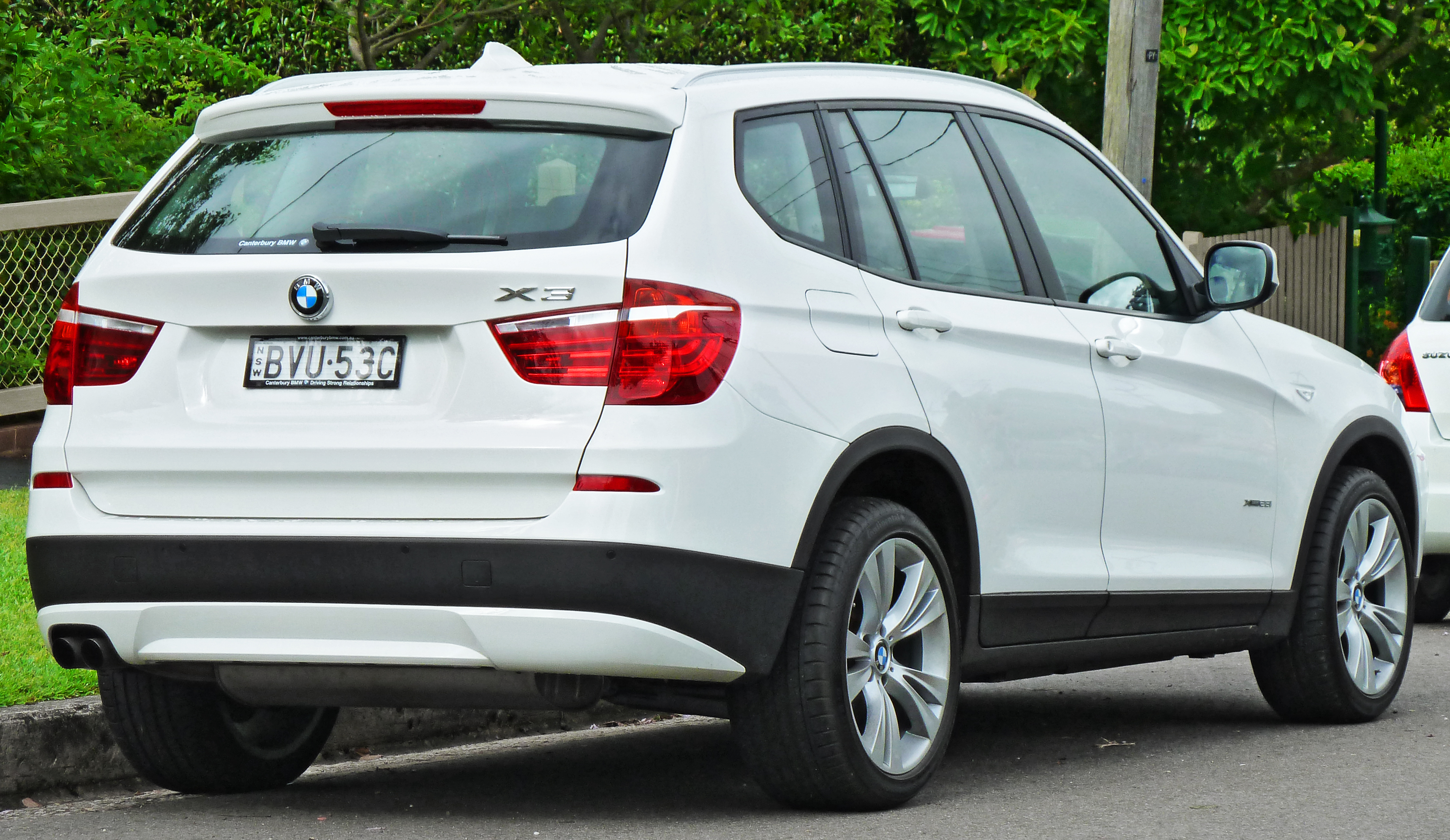
BMW X3 xDrive28i (2010-2014)

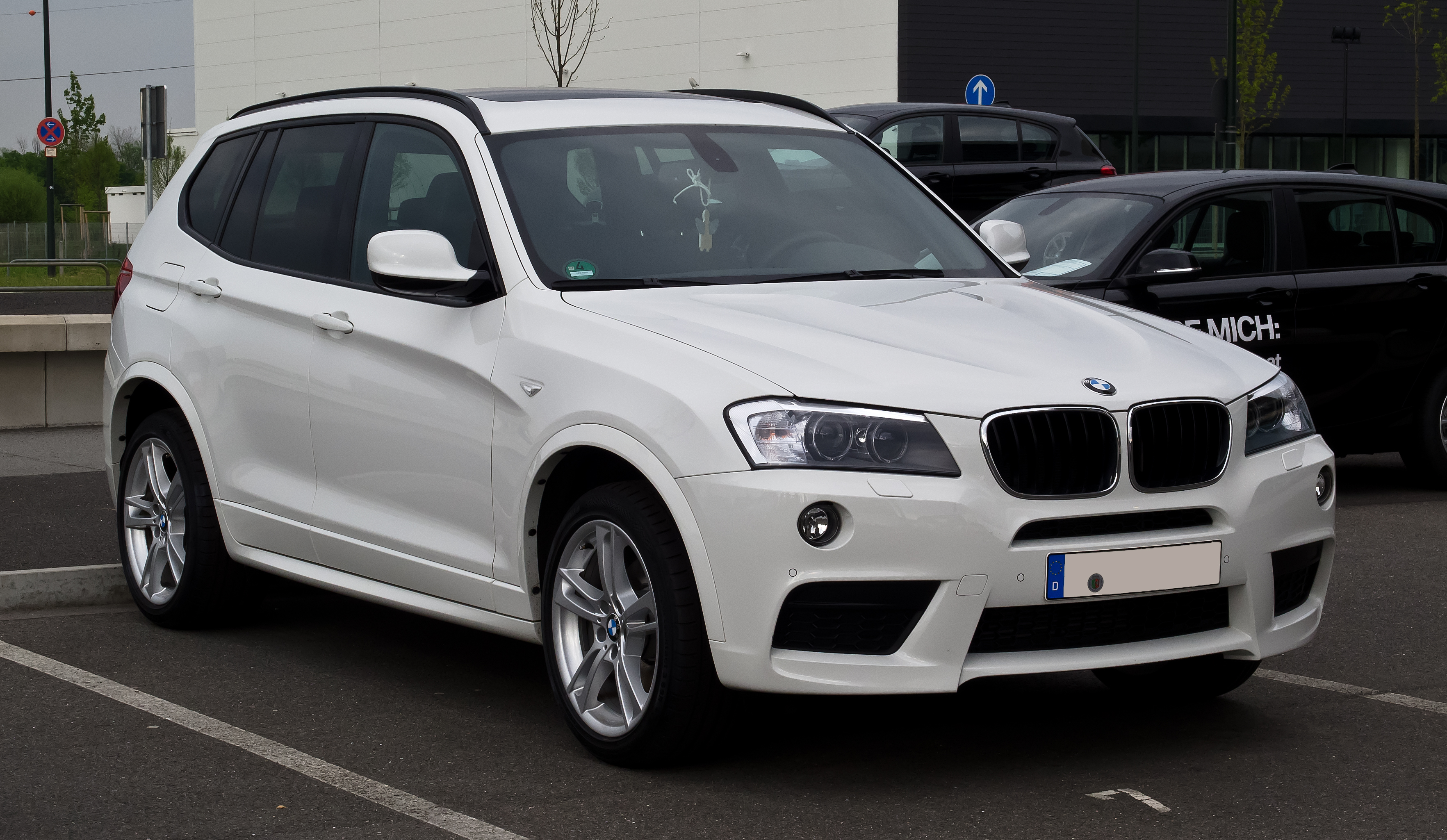
BMW X3 M-Sportpaket (F25)

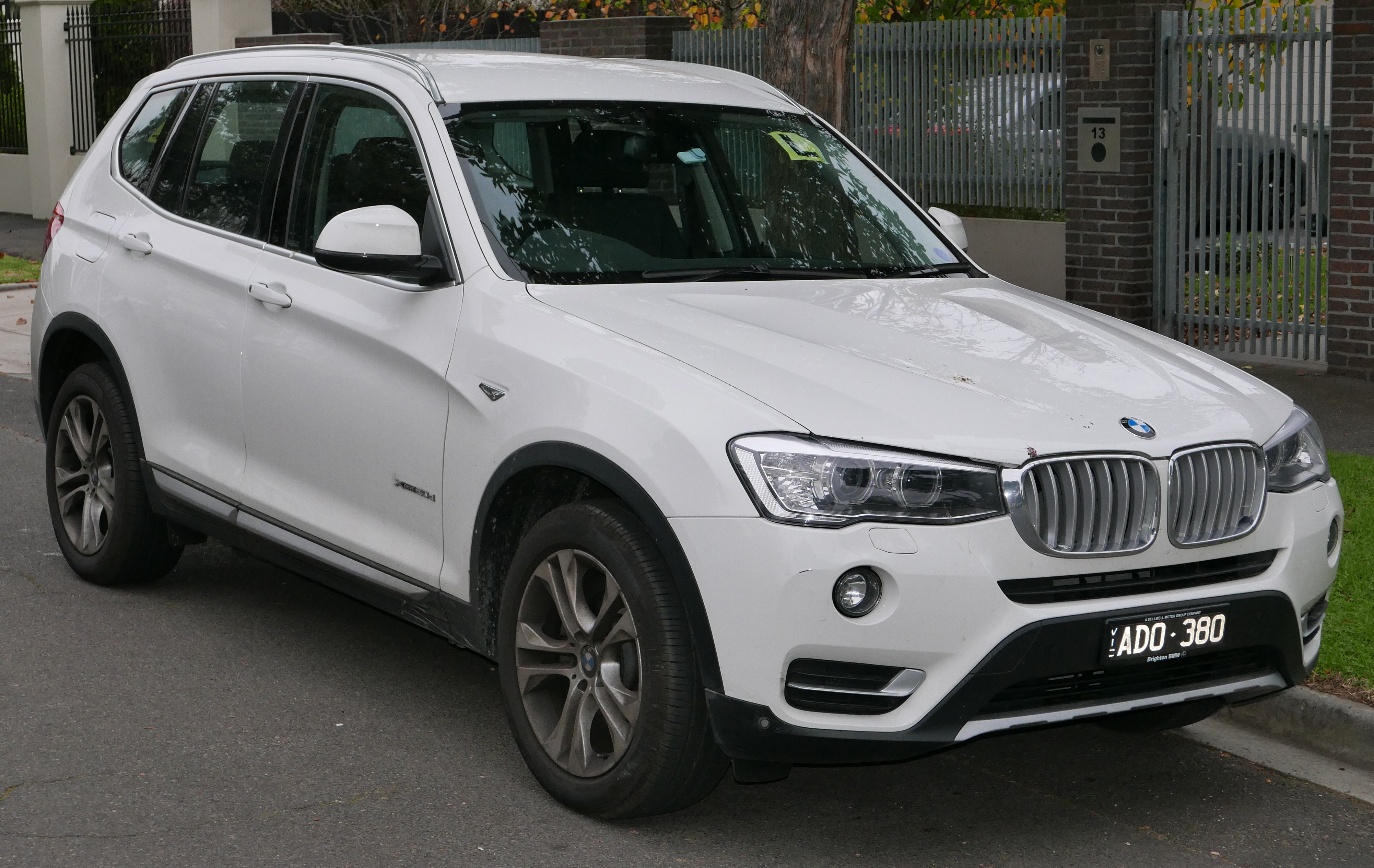
BMW X3 xDrive20d (з 2014)

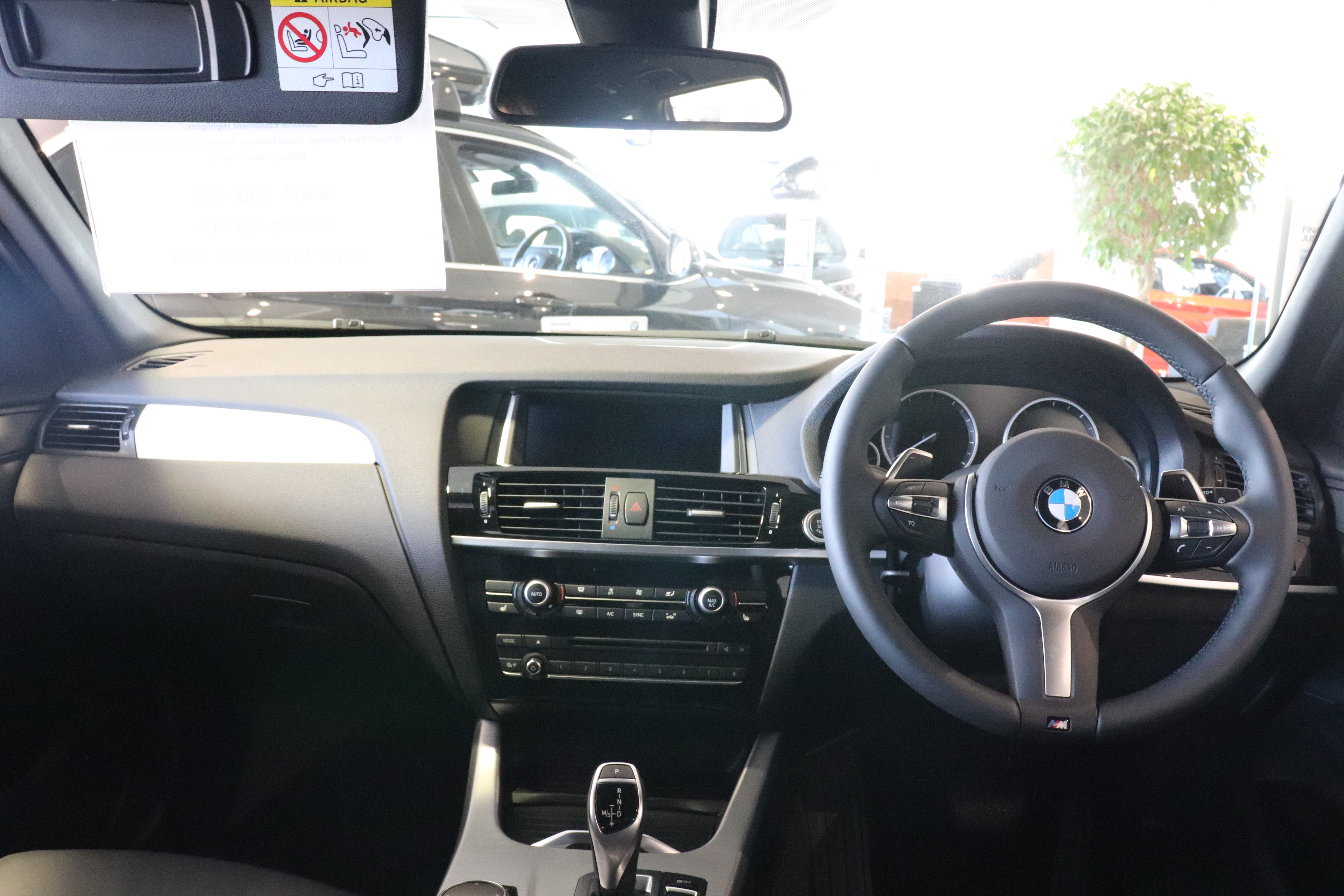

Друге покоління BMW X3 з індексом BMW F25 буде представлено на Паризькому автосалоні 2010 року. Продажі почнуться з кінця 2010 року.
Перший час під капот автомобіля ставили два бензинові агрегати об'ємом 3,0 л. У атмосферній версії він видає 272 к.с., а в турбованій - 306 к.с. Також є два дизелі об'ємом 2,0 л (184 к.с.) і 3,0 л (245 к.с.). А трохи пізніше з'явився новий 2,0-літровий дизель (201 к.с.).  Коробки передач - нові. Це шестиступінчаста «механіка» Getrag і восьмідіапазонний «автомат» ZF 8HP, що поєднується з функцією start / stop. 
У версії 2016 року, новий 2-х літровий чотирициліндровий турбований двигун замінив звичайний шестициліндровий і отримав 240 кінських сил потужності. Економічність двигуна піднялася до 10,23 л/100км в середньому на паливі преміум-класу. Цей двигун забезпечує вражаючі ходові характеристики, але він не такий витончений, як його попередник. Покращений автомобіль BMW X3 35i, ціна якого вище базової, оснащений 3-х літровим турбованим шестициліндровим двигуном з потужністю 300 кінських сил. Новим для 2015 року варіантом став автомобіль з опціональним 2-х літровим чотирициліндровим дизельним двигуном з 180 кінськими силами. Всі версії X3 мають дуже м'яку восьмиступінчасту автоматичну коробку передач, яка перемикається часто, але практично невідчутно. Механічна коробка передач більше не використовується. Але перемкнути передачу вручну можливо з допомогою не дуже зручного електро важеля. Режими Sport, Comfort і EcoPro змінюють точки перемикання передач, але ми з'ясували, що режим EcoPro помітно уповільнює подачу потужності.

### Двигуни
| Модель    | Об'єм    | Кількість циліндрів | Потужність                            | Крутний момент             | 0-100 км/год | Vмакс                        | Роки випуску    |
| --------- | -------- | ------------------- | ------------------------------------- | -------------------------- | ------------ | ---------------------------- | --------------- |
| xDrive20i | 1997 см³ | 4                   | 135 kW (184 к.с.) при 5000-6250 об/хв | 270 Нм при 1250-4500 об/хв | 8,2 с        | 210 км/год                   | з 3/2014        |
| xDrive20i | 1997 см³ | 4                   | 135 kW (184 к.с.) при 5000-6250 об/хв | 270 Нм при 1250-4500 об/хв | 8,3 [8,4] с  | 210 [210] км/год             | з 9/2011        |
| xDrive28i | 1997 см³ | 4                   | 180 kW (245 к.с.) при 5000-6500 об/хв | 350 Нм при 1250-4800 об/хв | 6,7 с        | 230 км/год                   | з 03/2012       |
| xDrive28i | 2996 см³ | 6                   | 190 kW (258 к.с.) при 6600 об/хв      | 310 Нм при 2600-3000 об/хв | 6,9 с        | 230 км/год                   | 10/2010-02/2012 |
| xDrive35i | 2979 см³ | 6                   | 225 kW (306 к.с.) при 5800-6400 об/хв | 400 Нм при 1200-5000 об/хв | 5,7 с        | 245 км/год                   | з 11/2010       |
| sDrive18d | 1995 см³ | 4                   | 110 kW (143 к.с.) при 4000 об/хв      | 350 Нм при 1750 об/хв      | 10,3 с       | 195 км/год                   | з 6/2009        |
| sDrive18d | 1995 см³ | 4                   | 110 kW (150 к.с.) при 4000 об/хв      | 330 Нм при 2000 об/хв      | 10,2 с       | 198 км/год                   | 9/2004–8/2007   |
| xDrive20d | 1995 см³ | 4                   | 130 kW (177 к.с.) при 4000 об/хв      | 350 Нм при 1750-3000 об/хв | 8,9 [9,2] с  | 206 [205] км/год             | з 9/2007        |
| xDrive30d | 2993 см³ | 6                   | 150 kW (204 к.с.) при 4000 об/хв      | 410 Нм при 1500-3250 об/хв | 7,9 [8,2] с  | 210 [210]/ 218 [215]* км/год | 9/2003–8/2004   |
| xDrive30d | 2993 см³ | 6                   | 160 kW (218 к.с.) при 4000 об/хв      | 500 Нм при 1750-2750 об/хв | 7,4 [7,7] с  | 210 [210]/ 220 [220]* км/год | з 9/2004        |
| xDrive35d | 2993 см³ | 6                   | 210 kW (286 к.с.) при 4400 об/хв      | 580 Нм при 1750-2250 об/хв | 6,4 с        | 240 км/год                   | з 9/2006        |

## Третє покоління (G01)

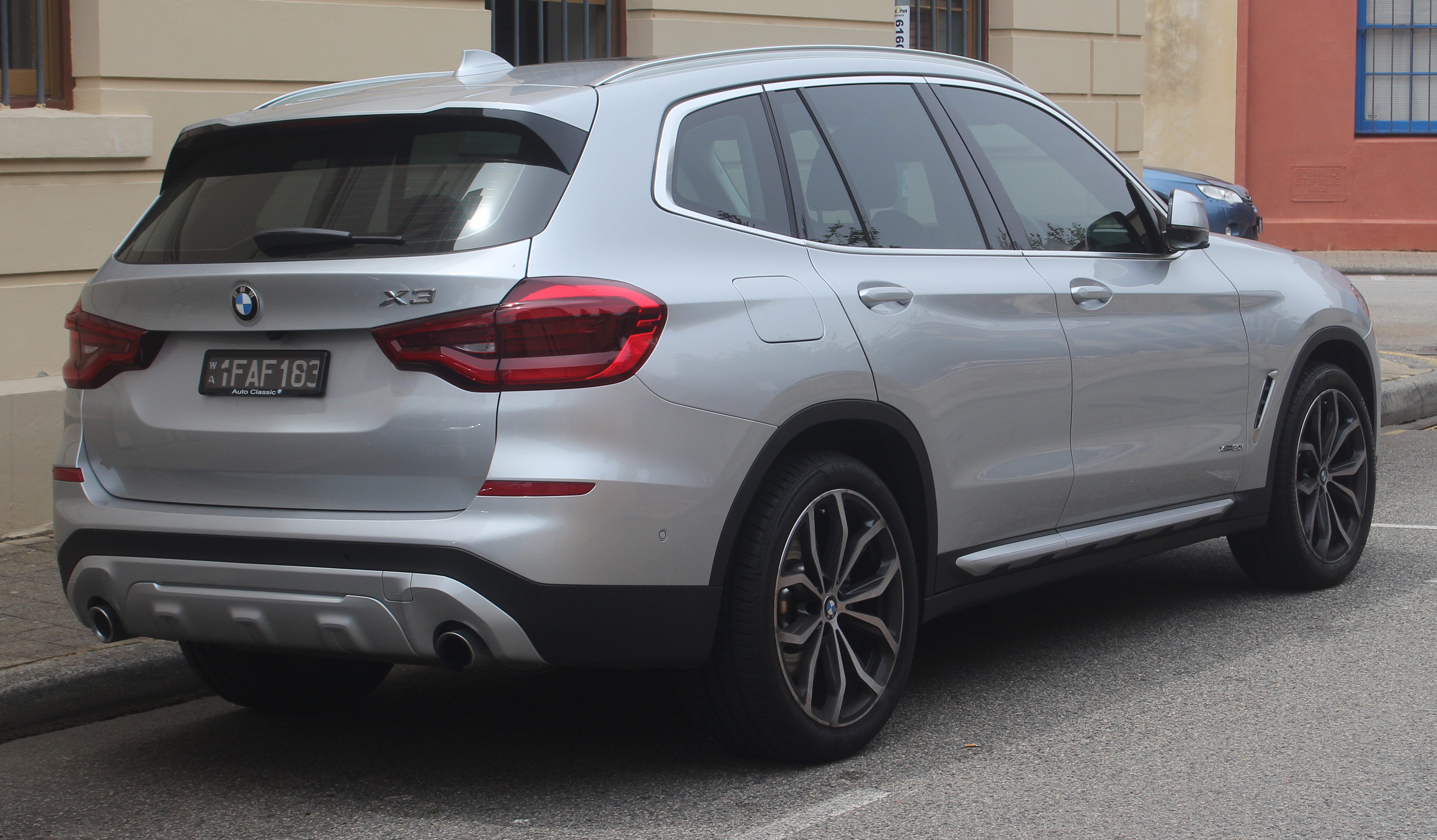
BMW X3 xDrive30i (G01)

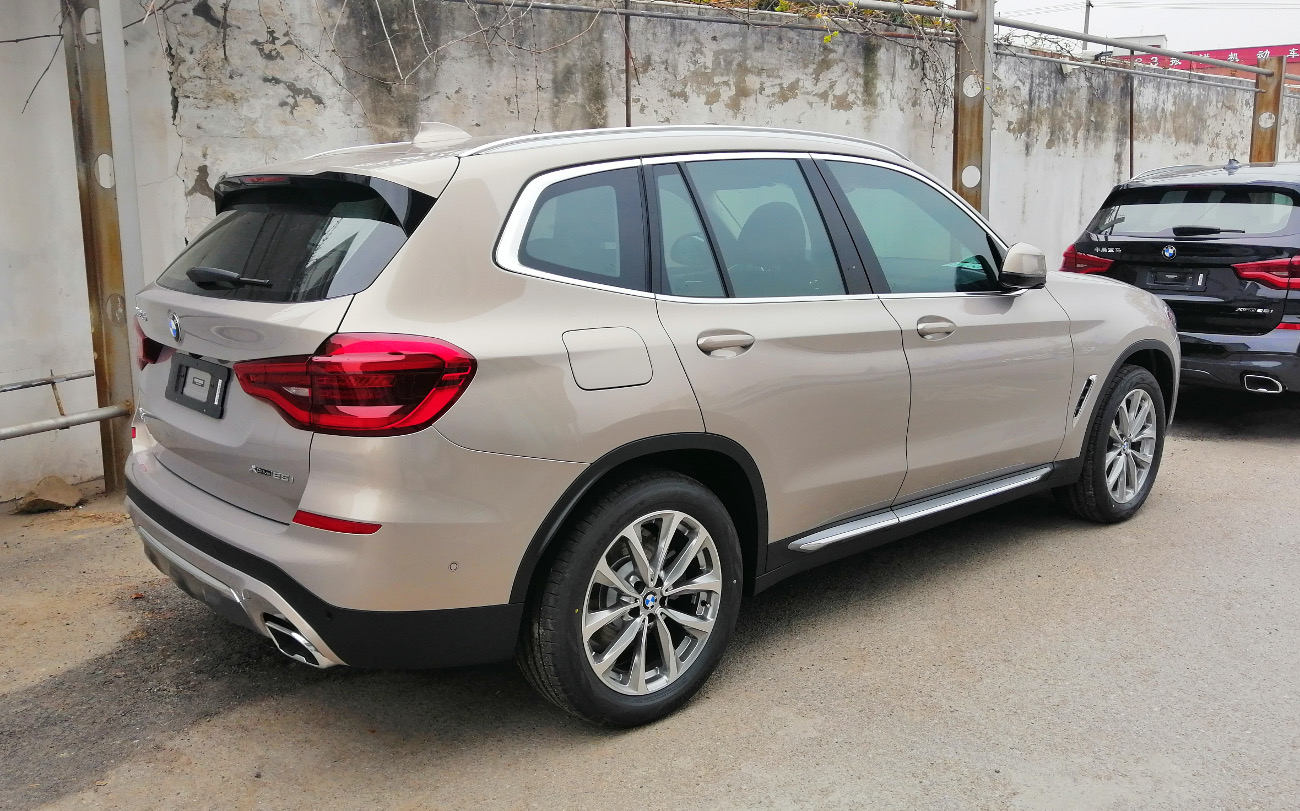
BMW X3 (G08) подовжена версія для ринку Китаю

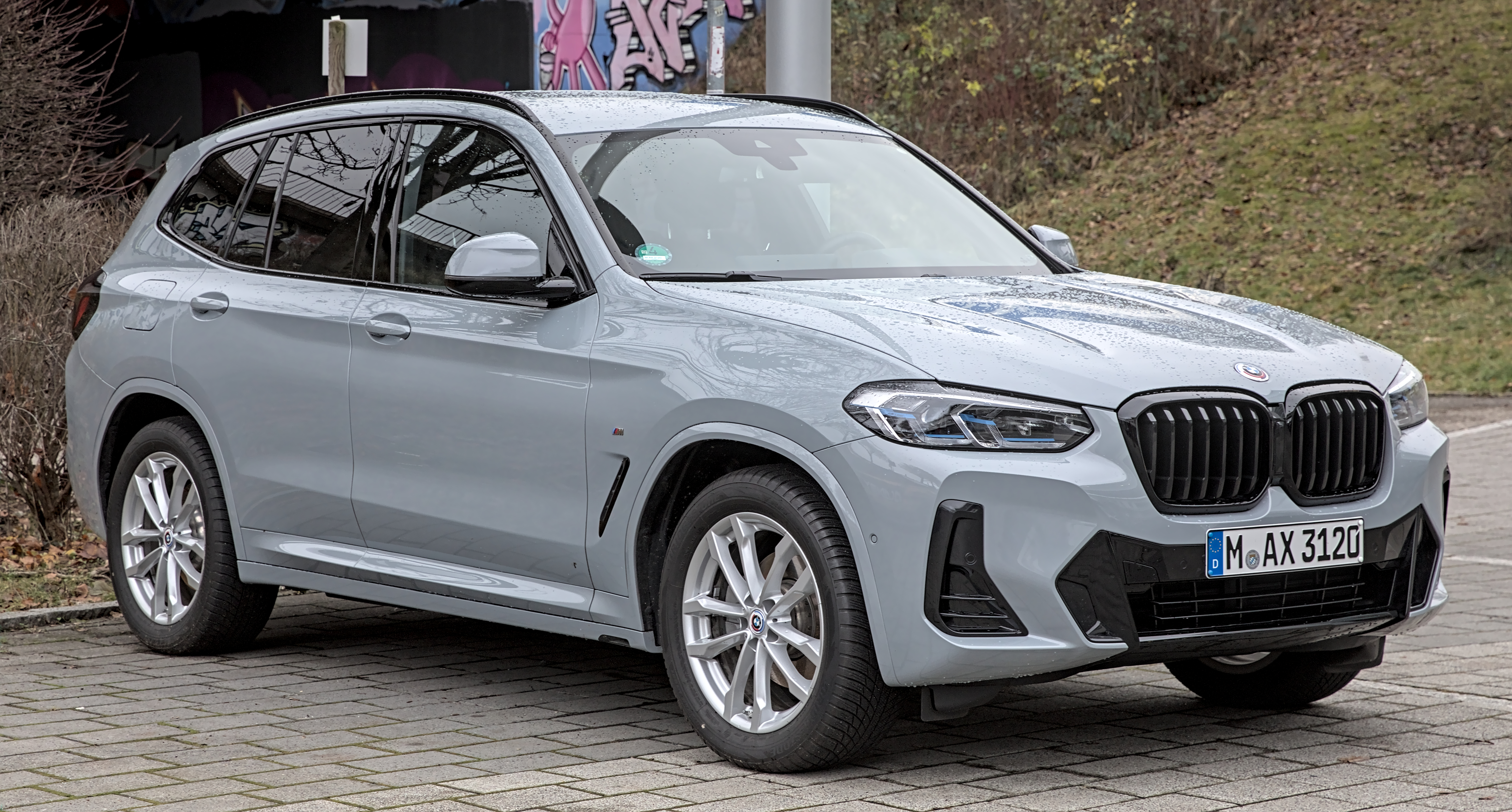
BMW X3 (G01, з 2021)

26 червня 2017 року на заводі BMW в Спартанбурзі був представлений новий BMW X3 (заводський індекс G01). У п'ятницю на Міжнародній автомобільній виставці у Франкфурті-на-Майні у вересні 2017 року відбулася публічна прем'єра моделі. У продаж машина надійде у листопаді 2017 року.
В основі X3 з заводським індексом G01 лежить платформа CLAR (CLassic ARchitecture), на якій побудовані моделі 5 і 7 серії, однак кросовер використовує свою власну версію цієї платформи. По суті, незмінним залишилися деякі панелі підлоги та кілька основних геометричних параметрів, в тому числі відстань від передньої осі до педального вузла, а все інше серйозно перероблено.
Головна відмінність від BMW 5 Серії полягає в тому, що спереду використовується традиційна для X3 схема McPherson з парою окремих нижніх важелів замість двухричажки. Ззаду конструкція з п'яти важелів практично повторює великі седани, але підрамник модифікований, стійки зроблені значно нижчими, щоб не з'їдати обсяг багажника, а стабілізатор розташований інакше. Конфігурація рейки з електропідсилювачем теж інша. Пневматична підвіска і підрулююча задня вісь для X3 недоступні.
Силовий каркас кузова X3 як і раніше виготовлений з високоміцних сталей, проте по жорсткості на кручення нова конструкція перевершує стару на 10-15%. Без панорамної даху жорсткість становить 32 000 Нм/градус. Загальне зниження маси при порівнянні аналогічних версій «ікс-третього» доходить до 55 кг.
У 2021 році BMW додав Android Auto до стандартних функцій позашляховика Х3.

### BMW iX3

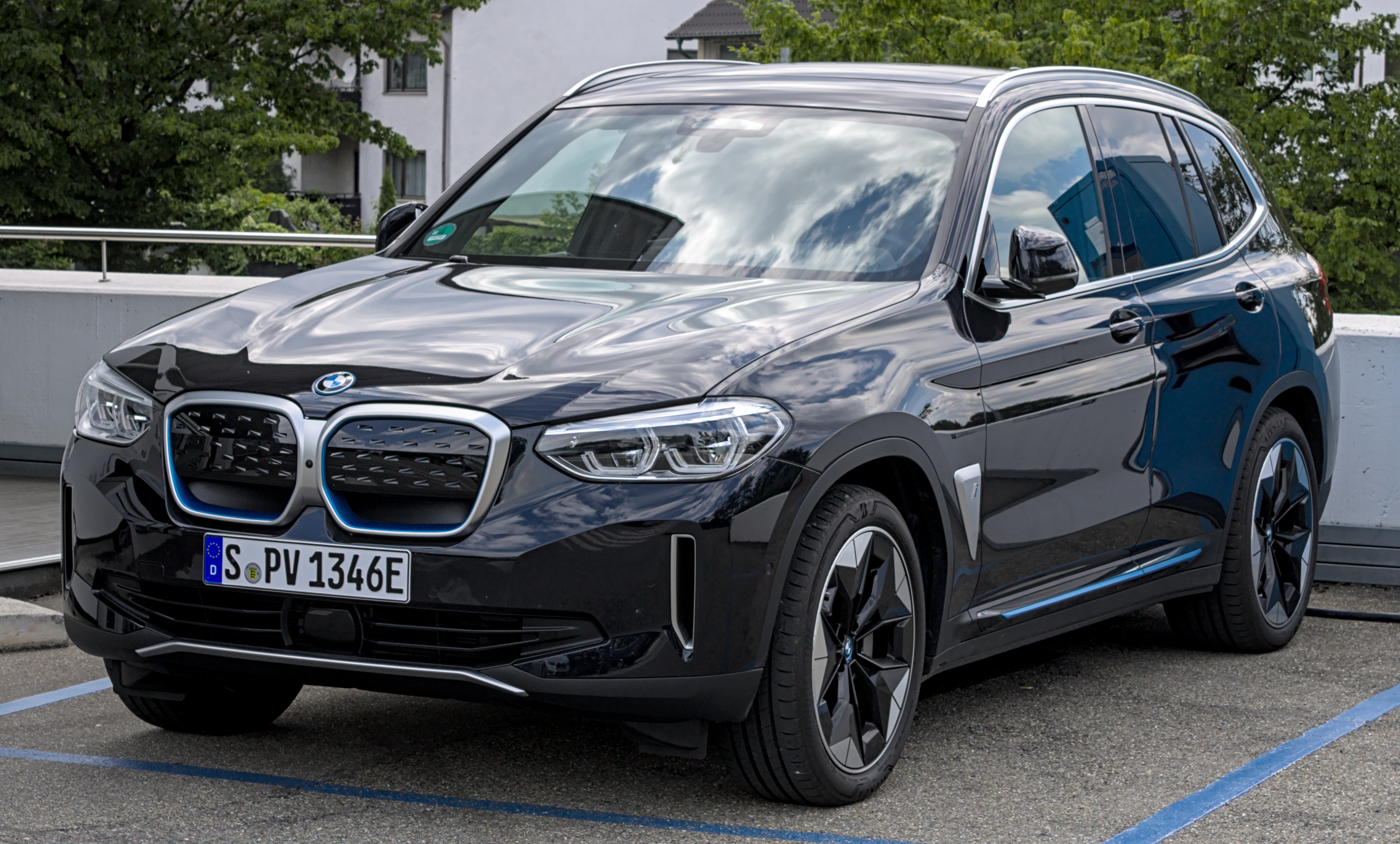
BMW iX3

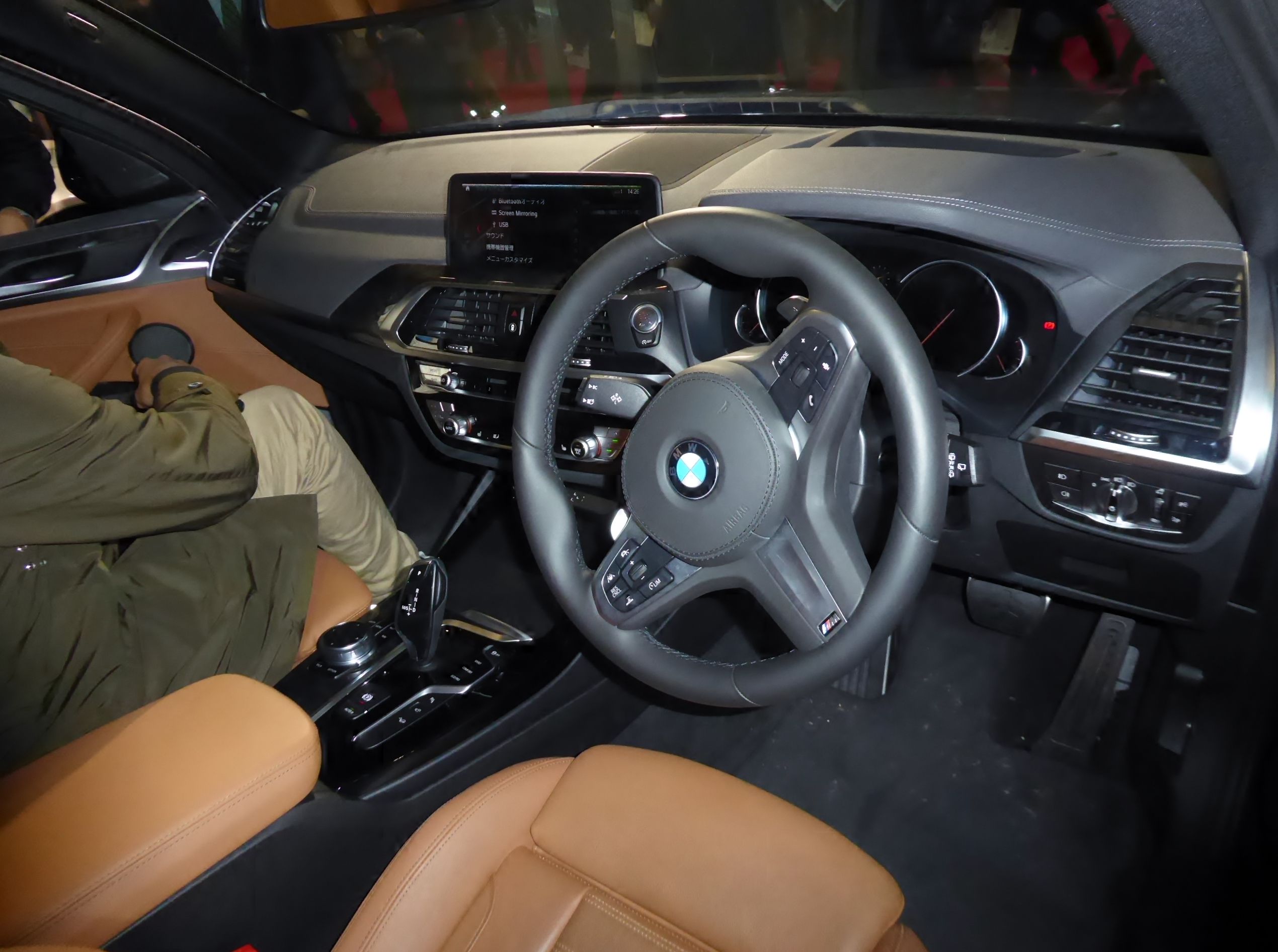

Електричний позашляховик BMW iX3 представлений 14 липня 2020 року. Електромобіль виготовляється на китайському заводі в Шеньяні і вийшов на ринок КНР в січні 2021 року. Привід - задній. Єдиний електромотор eDrive під заднім диваном видає 210 кВт (286 к.с., 400 Нм), дозволяючи розміняти сотню за 6,8 с. Максимальна швидкість обмежена: 180 км/год. Батарея ємністю 80 кВт•год забезпечує запас ходу в 460 км по WLTP, або 520 км в циклі NEDC. Витрата - 18,5-19,5 кВт•год/100 км. Продажі в Європі намічені на 2021 рік. У США iX3 пропонуватися не буде. 

### Двигуни
Бензинові
- sDrive20i 2,0 л I4 184 к.с.
- xDrive20i 2,0 л I4 184 к.с.
- xDrive30i 2,0 л I4 252 к.с.
- M40i 3,0 л I6 360 к.с.

Дизельні
- xDrive20d 2,0 л I4 190 к.с.
- xDrive25d 2,0 л I4 231 к.с.
- M40d 3,0 л I6 265 к.с.

## Четверте покоління (G45)

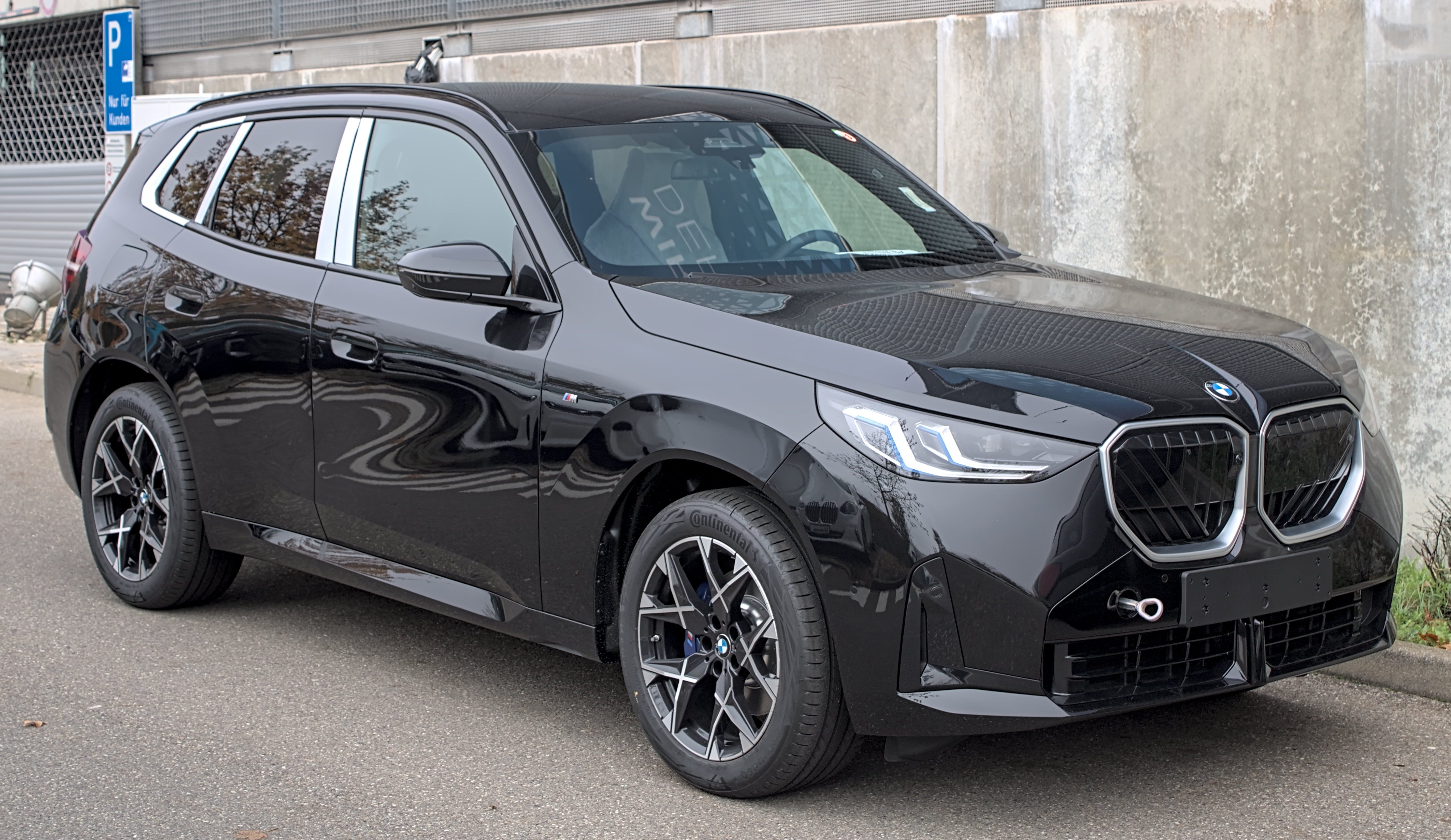
BMW X3 (G45)

Четверте покоління X3 було офіційно представлено 19 червня 2024 року та має розпочатися виробництво пізніше 2024 року, а вихід на ринок Північної Америки планується в останньому кварталі 2024 року

## Виробництво і продаж
| рік  | виробництво | продажі США |
| ---- | ----------- | ----------- |
| 2004 | 92,248      | 34,604      |
| 2005 | 110,719     | 30,769      |
| 2006 | 114,000     | 31,291      |
| 2007 | 111,879     | 28,058      |
| 2008 | 84,440      | 17,622      |
| 2009 | 55,634      | 6,067       |
| 2010 | 46,004      | 6,075       |
| 2011 | 117,944     | 27,793      |
| 2012 | 149,853     | 35,173      |
| 2013 | 157,303     | 30,623      |
| 2014 | 150,915     | 33,824      |
| 2015 | 137,810     | 31,924      |
| 2016 | 157,017     | 44,196      |
| 2017 | 146,395     | 40,691      |
| 2018 | 201,637     | 61,351      |
| 2019 |             | 70,110      |

## Зноски
1. ↑  Bmws Designers. www.bmwism.com. Процитовано 19 вересня 2022.
2. ↑  Баварцы показали кроссовер BMW X3 второго поколения [Архівовано 24 липня 2013 у Wayback Machine.] 15-07-2010
3. 1 2  Crash-Test BMW X3 (2008) [Архівовано 11 лютого 2010 у Wayback Machine.] (Euro NCAP 2008)
4. 1 2  Журналистов познакомили с кроссовером BMW X3 второго поколения [Архівовано 5 червня 2010 у Wayback Machine.] 04.06.2010р.
5. ↑  BMW рассказала о новом Х3 [Архівовано 7 червня 2010 у Wayback Machine.] 04.06.2010р.
6. ↑  Как мы тестировали BMW X3 2021 года. Automoto.ua. AutoMoto.ua (рос.). Архів оригіналу за 18 травня 2021. Процитовано 18 травня 2021.
7. 1 2 3  BMW (Rover) Sales & Production Databook (spreadsheet). Autointell. Архів оригіналу за 17 липня 2011. Процитовано 22 липня 2017.
8. ↑  BMW Group Reports 2006 – Strongest Year Ever. Theautochannel.com. 13 вересня 2010. Архів оригіналу за 27 червня 2013. Процитовано 3 жовтня 2010.
9. ↑  Annual Report 2007. BMW Group. Архів оригіналу за 21 липня 2011. Процитовано 6 вересня 2011.
10. ↑  BMW Group U.S. Division Reports December Sales. Reuters. 5 січня 2009. Архів оригіналу за 3 серпня 2009. Процитовано 3 жовтня 2010.
11. ↑  Annual Report 2008. BMW Group. Архів оригіналу за 21 липня 2011. Процитовано 6 вересня 2011.
12. ↑  Annual Report 2009. BMW Group. Архів оригіналу за 21 липня 2011. Процитовано 6 вересня 2011.
13. ↑  BMWUSA sales up 9% in December 2009. Bmwblog.com. 29 січня 2010. Архів оригіналу за 23 липня 2012. Процитовано 3 жовтня 2010. [Архівовано 2012-07-23 у Archive.is]
14. ↑   [Архівовано 30 грудня 2011 у Wayback Machine.]
15. ↑  BMW Group U.S. Reports December 2010 Sales – WOODCLIFF LAKE, N.J., Jan. 4, 2011 /PRNewswire/. New Jersey. PR Newswire. Архів оригіналу за 27 червня 2013. Процитовано 6 вересня 2011.
16. ↑  BMW Group Achieves Second Best Sales Year Ever in the U.S. – WOODCLIFF LAKE, N.J., Jan. 5, 2012 /PRNewswire/. New Jersey. PR Newswire. Архів оригіналу за 27 червня 2013. Процитовано 6 січня 2012.
17. ↑  BMW Group Achieves Best Sales Year Ever in the U.S. - WOODCLIFF LAKE, N.J., Jan. 3, 2013 /PRNewswire/. PR Newswire. Архів оригіналу за 4 березня 2016. Процитовано 1 вересня 2015.
18. 1 2  BMW Annual Report 2015 (PDF). Архів оригіналу (PDF) за 28 листопада 2019. Процитовано 13 серпня 2021. [Архівовано 2019-11-28 у Wayback Machine.]
19. ↑  BMW Group U.S. Reports December and 2014 Sales - WOODCLIFF LAKE, N.J., Jan. 5, 2015 /PRNewswire/. PR Newswire. Архів оригіналу за 9 квітня 2016. Процитовано 1 вересня 2015.
20. ↑  Vehicle Sales BMW of North America, LLC, December 2015. BMW Group. Архів оригіналу за 30 вересня 2018. Процитовано 22 липня 2017.
21. ↑  Annual Report 2016 (PDF). BMW Group. Архів оригіналу (PDF) за 15 лютого 2018. Процитовано 2 квітня 2018. [Архівовано 2018-02-15 у Wayback Machine.]
22. ↑  Kenn Sparks, Eric Valtos (4 січня 2017). BMW Group U.S. Reports December and 2016 Sales (Пресреліз). Woodcliff Lake, NJ: BMW USA News. Архів оригіналу за 1 січня 2020. Процитовано 22 липня 2017.
23. ↑  Annual Report 2017 (PDF). BMW Group. Архів оригіналу (PDF) за 2 квітня 2018. Процитовано 2 квітня 2018. [Архівовано 2018-04-02 у Wayback Machine.]
24. ↑  BMW Group U.S. Reports December 2017 and Year-End Sales. Business Wire. 3 січня 2018. Архів оригіналу за 20 січня 2018. Процитовано 2 квітня 2018.
25. ↑  Annual Report 2018. BMW Group. Архів оригіналу за 13 серпня 2021. Процитовано 22 вересня 2019.
26. ↑  BMW Group U.S. Reports December 2018 and Year-End Sales. Business Wire. 3 січня 2019. Архів оригіналу за 13 серпня 2021. Процитовано 22 вересня 2019.
27. ↑  BMW of North America Reports December 2019 and Year-End U.S. Sales (Пресреліз). BMW of North America. 3 січня 2020. Архів оригіналу за 13 серпня 2021. Процитовано 14 грудня 2020.